# Sông Chongchon
Sông Ch'ŏngch'ŏn (âm Hán Việt: Thanh Xuyên) là một con sông ở Bắc Triều Tiên, bắt nguồn ở dãy núi Rangrim trong tỉnh Changan và đổ vào Hoàng Hải tại Sinanju. Sông chảy qua Myohyang-san và thành phố Anju, tỉnh Nam P'yŏngan. Tổng chiều dài là 217 km, với lưu vực 9.553 km².